# Гатун Ірина Віталіївна
Ірина Віталіївна Гатун (нар. 30 вересня 1987, Київ) — українська акторка театру і кіно, комікеса.

## Життєпис
Ірина Гатун народилася 30 вересня 1987 року в Києві, але виросла та довгий час жила в Ніжині. Закінчила Ніжинську гімназію № 3, музичну школу по класу фортепіано.
Відвідувала дитячий хор «Червона калинонька», де займалася разом з солісткою гурту Go_A Катериною Павленко.
У Києві закінчила Київський державний коледж туризму та готельного господарства. Понад п'ять років працювала в готелях і ресторанах.
У світ театру та кіно Гатун потрапила випадково у 2012 році. Вона працювала барвумен на виїзному банкеті у Театрі юного глядача, де познайомилась з акторкою Інною Мірошниченко. Та спрясвала її у театр «Чорний квадрат», де її кар'єра триває й досі.
У серпні 2020 року стала акторкою гумористичних шоу «Жіночий квартал». У грудні 2023 року увійшла до складу «Квартал 95», замінивши Олену Кравець.
У 2024 році підтримала збір «Дрони від Кузьми» для 73 морського центру спеціальних операцій України.

## Фільмографія
У 2020 році знялася в 12-серійному серіалі «За вікном».
У 2021 році знялася в новій українській комедії «Велика прогулянка».